# Eduardo Ramos (Fußballspieler)
Eduardo Ramos Escobedo (* 8. November 1949 in Mazatlán, Sinaloa) ist ein ehemaliger mexikanischer Fußballspieler, der als Innenverteidiger fungierte und bei Deportivo Toluca und Deportivo Guadalajara unter Vertrag stand.

## Karriere
Eduardo Ramos gab sein Profidebüt 1968 für Deportivo Toluca, wechselte 1977 nach Guadalajara und beendete dort seine aktive Laufbahn 1981. 
Sein Länderspieldebüt gab Ramos am 19. Februar 1971, als er in einem Freundschaftsspiel gegen die Sowjetunion (0:0) eingewechselt wurde. Sein erstes Länderspiel in voller Länge bestritt er in einem Vergleich mit der DDR (0:0) am 18. August 1971. Insgesamt kam Ramos auf 38 Länderspieleinsätze und er fand auch Berücksichtigung im Kader der mexikanischen Nationalmannschaft, der zur WM 1978 nach Argentinien reiste. Dort bestritt er die ersten beiden Spiele gegen Tunesien (1:3) und Deutschland (0:6), was zugleich sein letzter Länderspieleinsatz war. Denn im dritten Spiel gegen Polen (1:3) fiel sein Einsatz der nahezu komplett umgestellten Abwehrreihe zum Opfer, in der sich allein Arturo Vázquez Ayala behaupten konnte. Bei jener WM war Mexiko weit hinter den eigenen Erwartungen und Ansprüchen zurückgeblieben und zum bisher letzten Mal bereits nach der Vorrunde ausgeschieden.

## Erfolge
- Mexikanischer Meister: 1974/75 (mit Deportivo Toluca)

| Personendaten    | Personendaten                |
| ---------------- | ---------------------------- |
| NAME             | Ramos, Eduardo               |
| ALTERNATIVNAMEN  | Ramos Escobedo, Eduardo      |
| KURZBESCHREIBUNG | mexikanischer Fußballspieler |
| GEBURTSDATUM     | 8. November 1949             |
| GEBURTSORT       | Mazatlán, Sinaloa            |